# 黑斑鱧
黑斑鱧為輻鰭魚綱鱸形目鱧科的其中一種，分布於亞洲印度Lohit河流域，體長可達14.3公分，棲息在中底層水域，屬肉食性。

## 擴展閱讀
維基物種上的相關：黑斑鱧